# Xenurobrycon macropus
Xenurobrycon macropus is een straalvinnige vissensoort uit de familie van de karperzalmen (Characidae). De wetenschappelijke naam van de soort is voor het eerst geldig gepubliceerd in 1945 door Myers & Miranda Ribeiro.